# Ricardo Sánchez
Ricardo Sánchez (n. 24 februarie 1971, Madrid, Noua Castilie⁠(d), Spania) este un jucător de polo pe apă ce a reprezentat Spania, medaliat olimpic. A participat la o ediție a Jocurilor Olimpice (1992) în care a câștigat o medalie de argint.

## Participări
Lista de mai jos prezintă principalele competiții la care a participat Ricardo Sánchez de-a lungul carierei.
- Jocurile Olimpice de vară din 1992[2]